# Обнинск

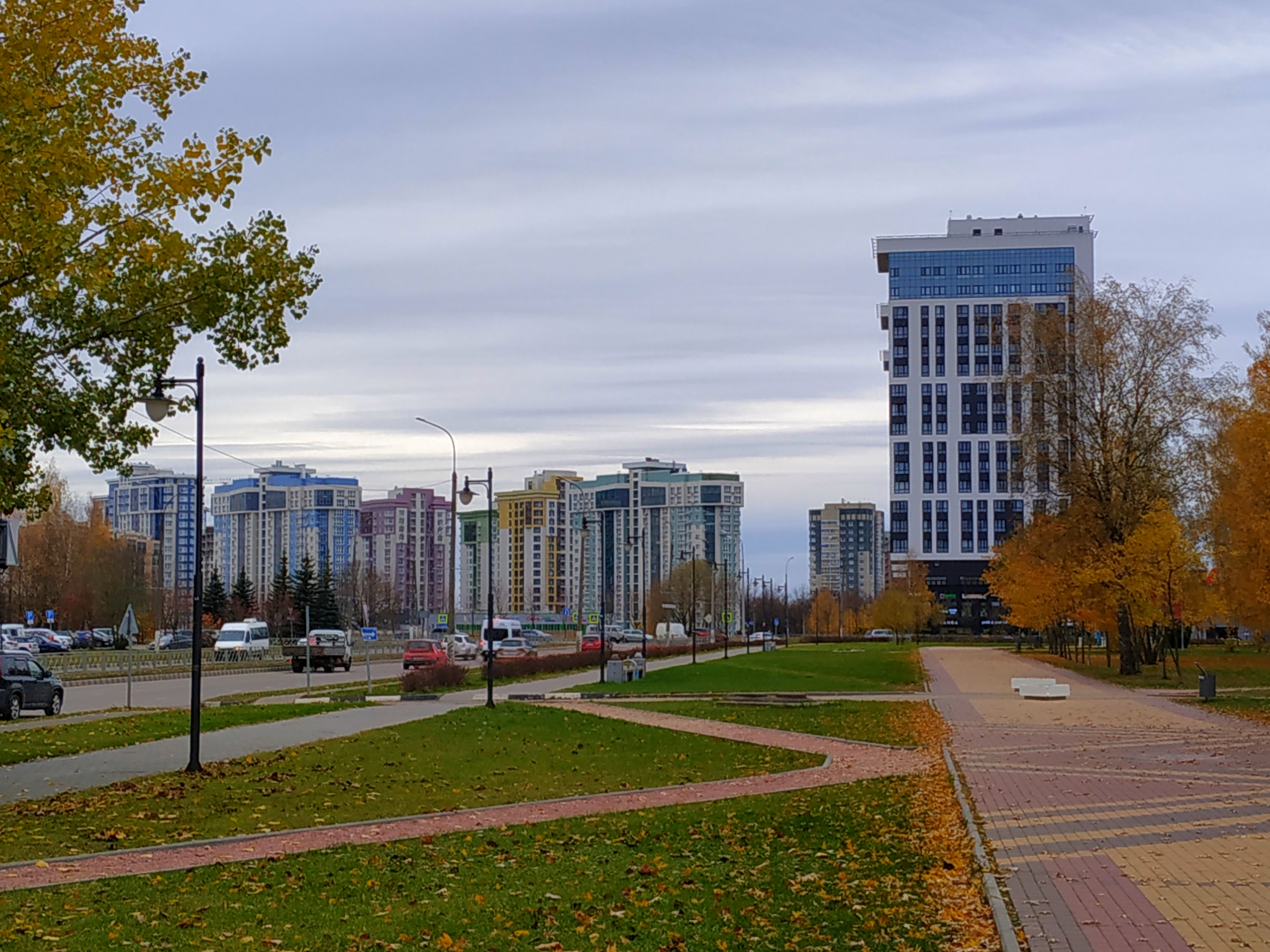
Проспект Ленина с проспекта Маркса

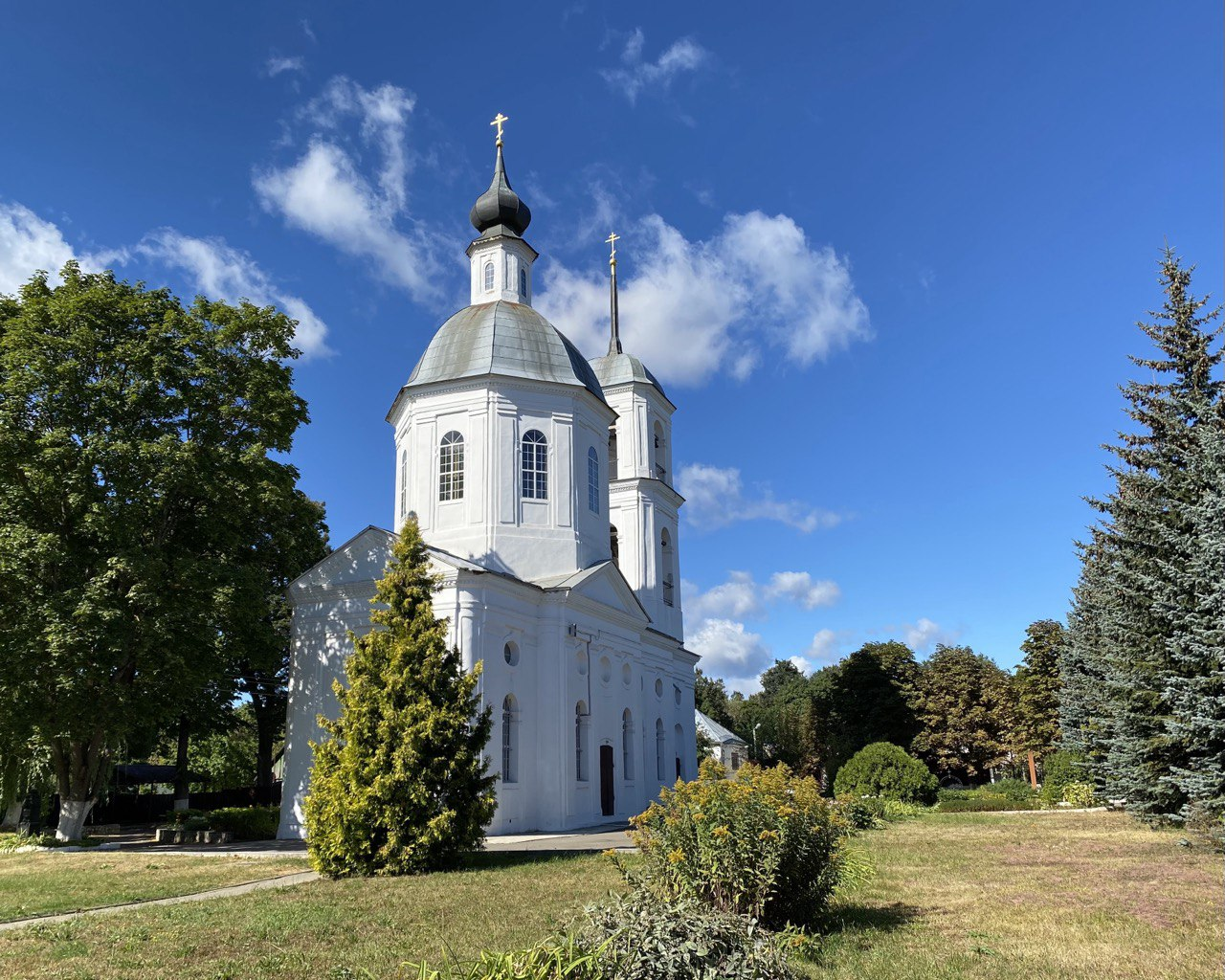
Борисоглебская церковь в Белкине

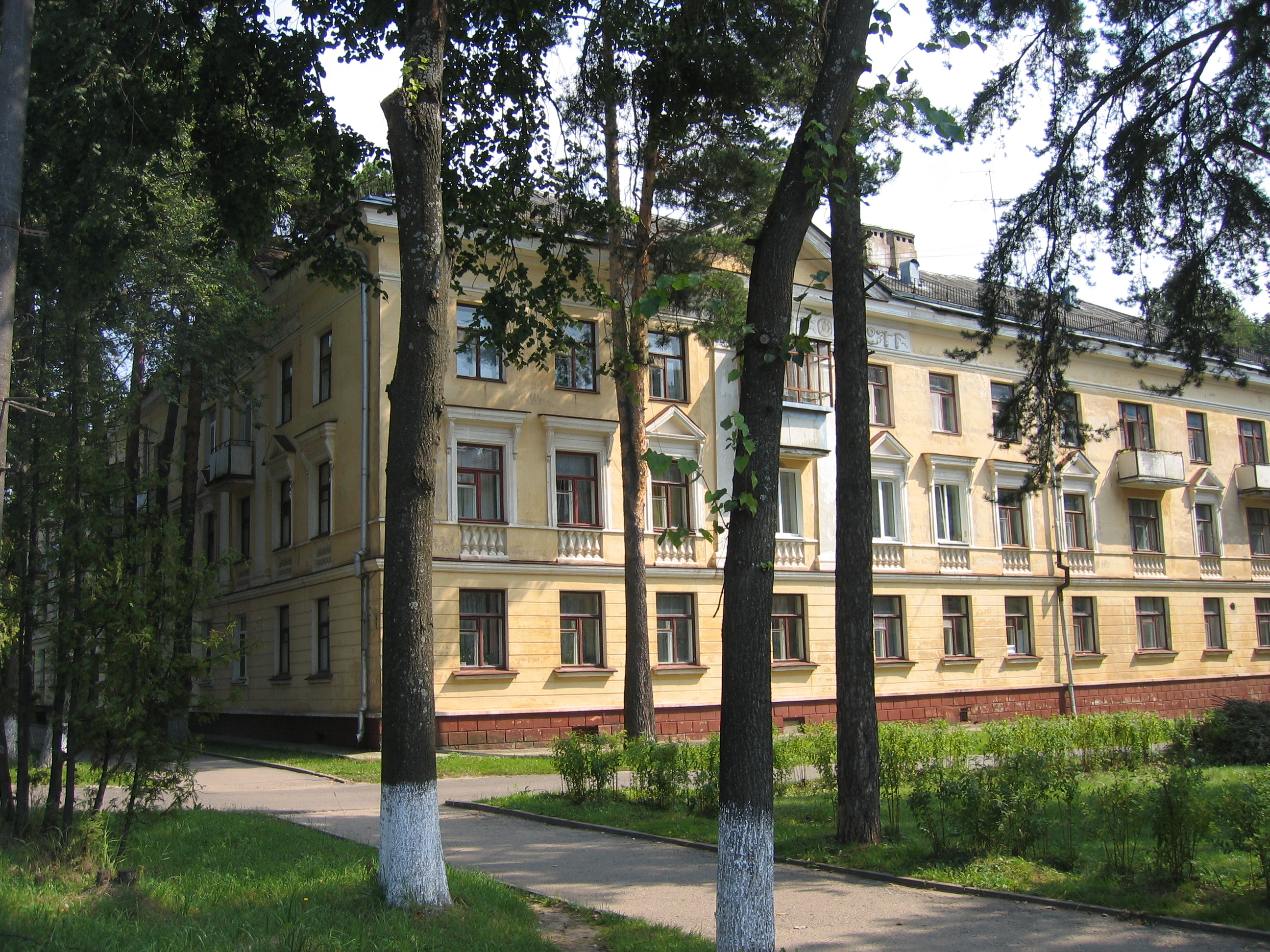
Старый город, проспект Ленина с домами 1950-х годов постройки

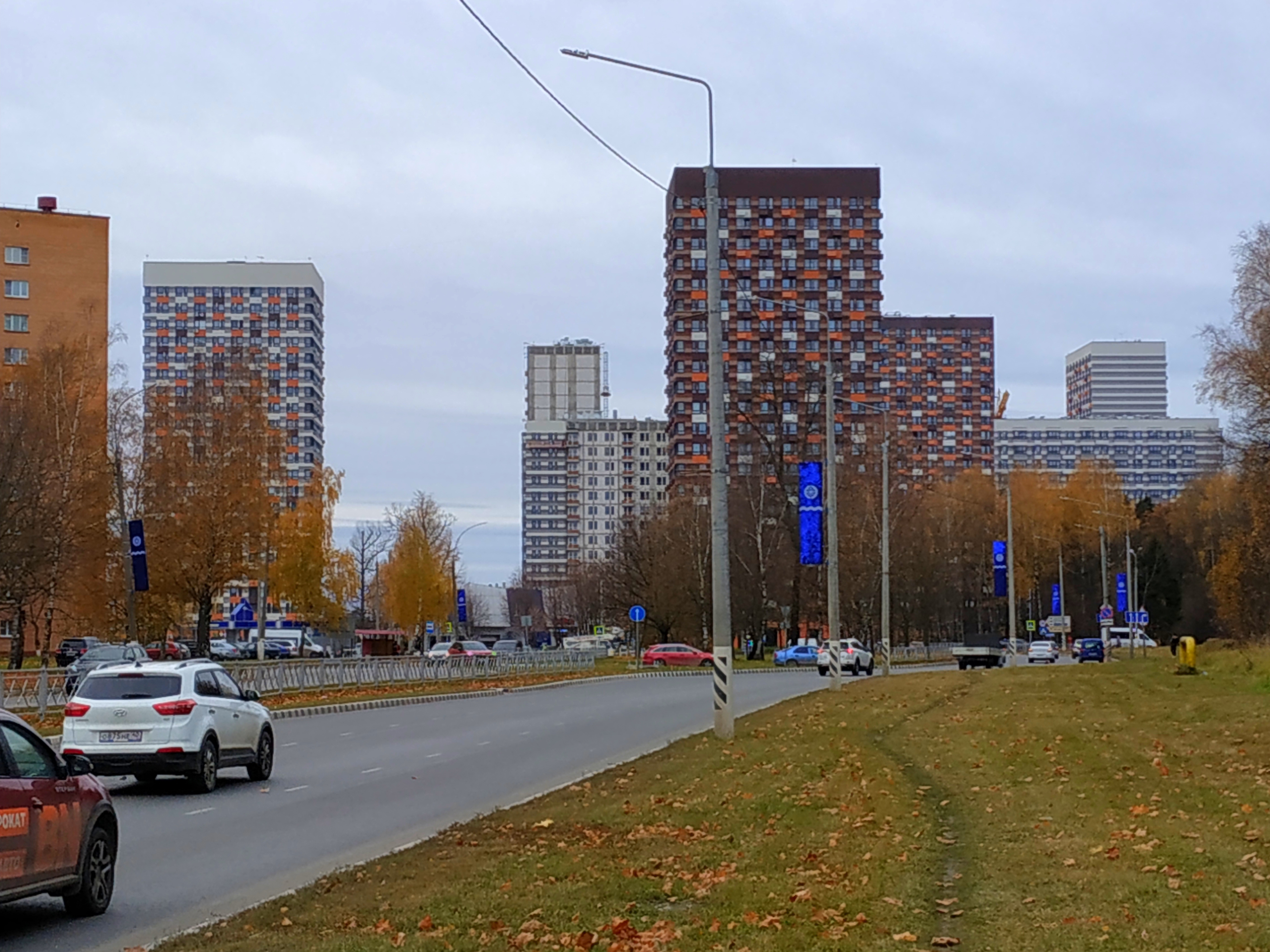
Проспект Маркса

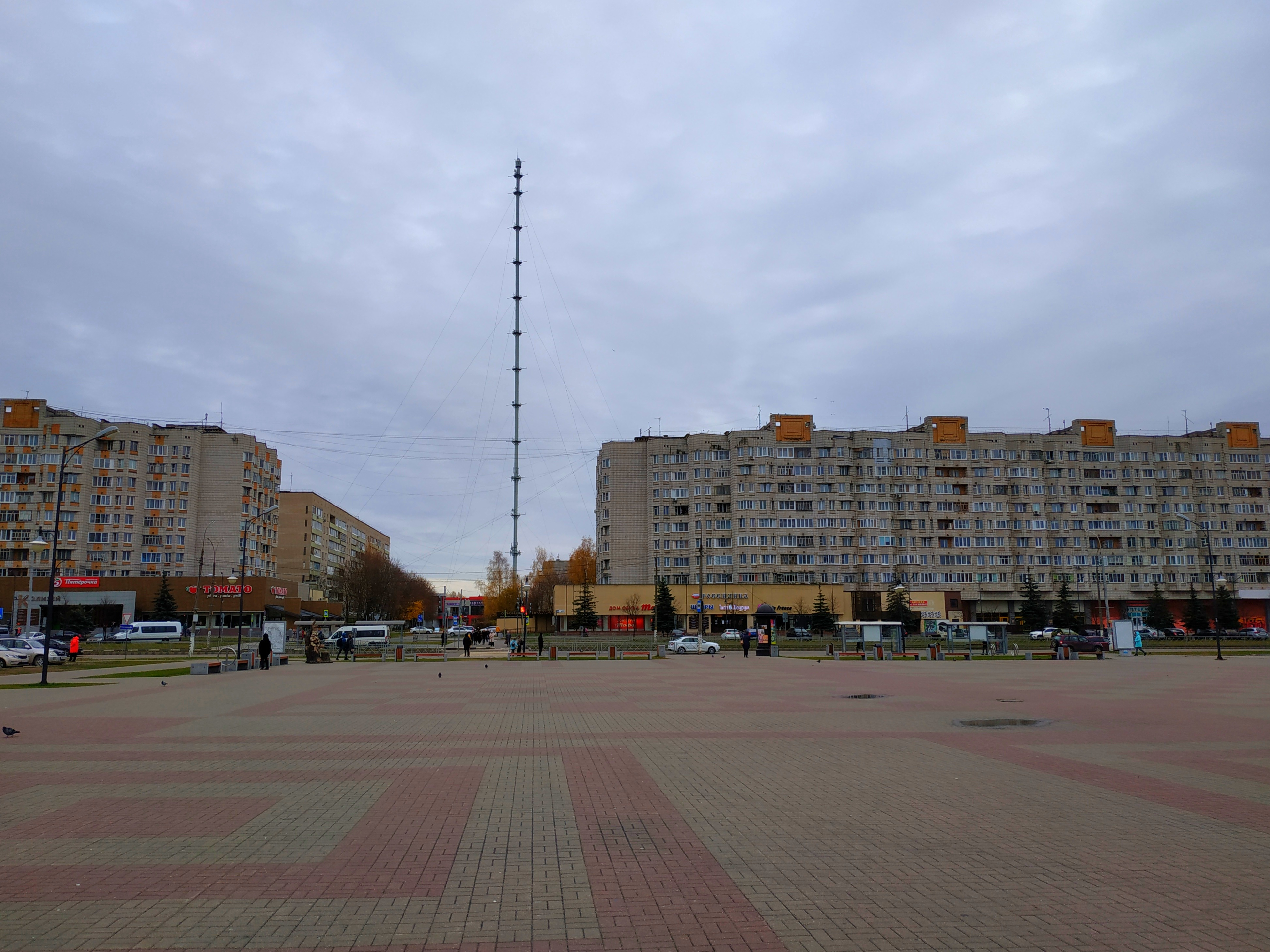
Центр города

О́бнинск — город областного значения на севере Калужской области, первый наукоград России. Образует городской округ город Обнинск.
Расположен на Среднерусской возвышенности, на реке Протве (приток Оки), в 25 км к юго-западу от границы Новой Москвы по Калужскому А130 шоссе и 38 км по Киевскому шоссе М3, в 80 км от МКАД, в 68 км к северо-востоку от Калуги. Второй по населению город Калужской области, после Калуги.
Население — 132 477 человек (2024). Является центром Обнинской городской агломерации.

## Этимология
В 1956 году посёлок строителей и работников атомной электростанции преобразован в город с названием Обнинск, по наименованию близлежащей железнодорожной
платформы Обнинское. Название платформы происходит от фамилии Обнинских, владевших в прошлом веке землями, по которым прошла железная дорога.

## Климат

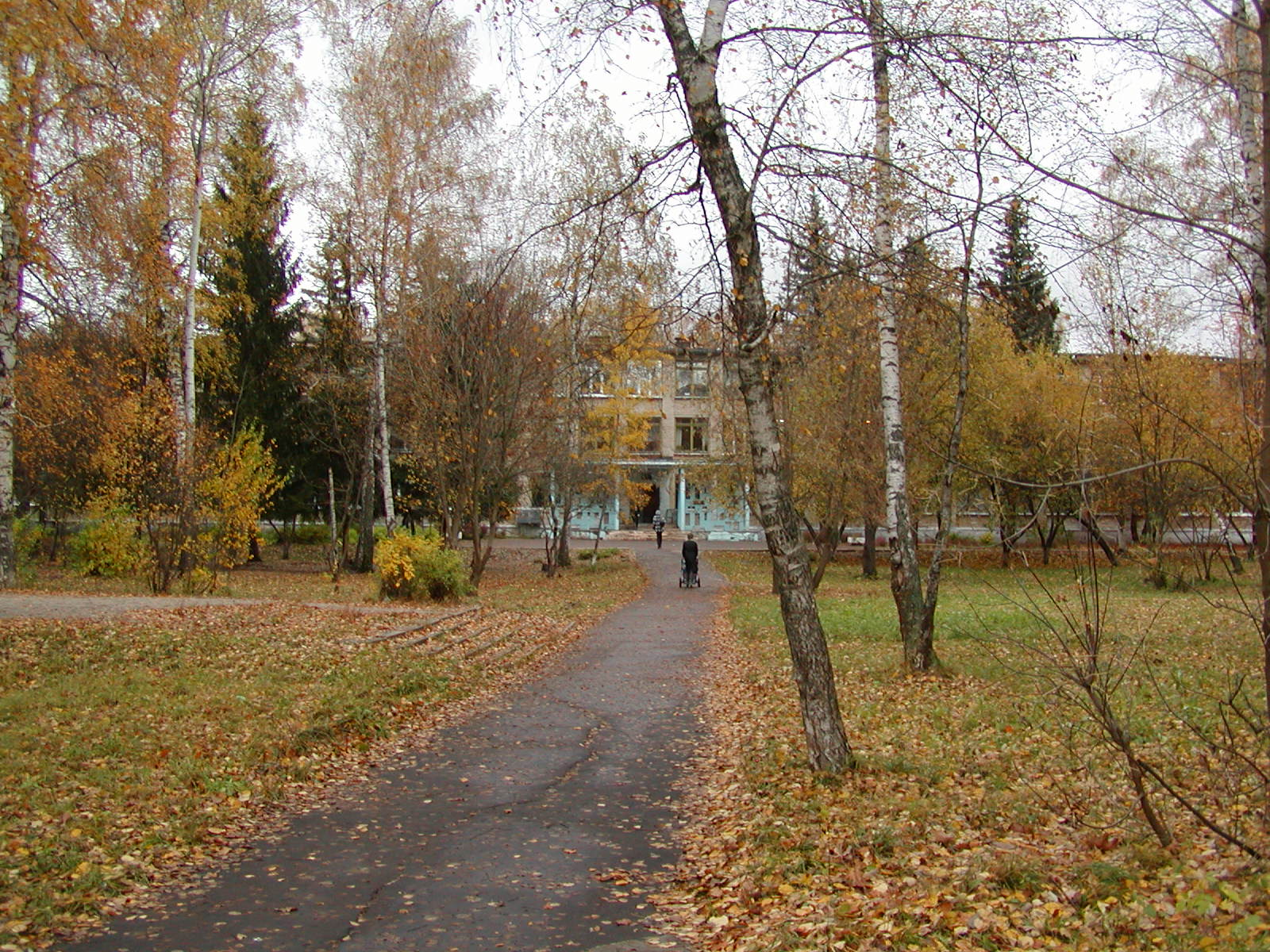
Середина октября в Обнинске (сквер в ограде школы № 6)

Обнинск находится в континентальной области умеренного пояса, с холодными и снежными зимами и тёплым, влажным летом. Средняя температура января составляет около −9 °C, а июля — около +18 °C. Весна прохладная, средняя температура марта приблизительно −3 °C, апреля +5,5 °C, а мая +12,3 °C. Осень умеренно-прохладная, в сентябре средняя температура +11 °C, в октябре +5 °C, а в ноябре −1,5 °C. Среднегодовая относительная влажность воздуха составляет около 76—78 %.

## История
Первое письменное упоминание о старинных населённых пунктах Пяткино, Белкино, Самсоново, ныне вошедших в городскую черту, содержится в летописях и относится к тому же году, что и первое сообщение о Москве, — 1147 год.
С XV века владельцем села Белкино был род бояр Белкиных. В конце XVI века усадьба Белкино — во владении Годуновых. В 1611 году земли и усадьба Белкино перешли князьям Долгоруким. С 1741 Белкино принадлежало Воронцовым. Иван Илларионович Воронцов построил каменный дом, церковь и разбил регулярный липовый парк. При И. И. Воронцове усадьба получила сохранившиеся до сих пор каменные здания (дом и церковь) и парк с каскадами прудов. Затем Белкино, в виде приданого, было передано дочери А. И. Воронцова (внучке Ивана Воронцова) Анне, вышедшей замуж за Д. П. Бутурлина (1793). После 1817 Бутурлины навсегда уехали в Италию. Усадьба была сдана в аренду И. А. Кавецкому. Его дочь вышла замуж за Н. А. Обнинского (1791—1863). Участник Отечественной войны 1812 года полковник Н. А. Обнинский, выйдя в отставку, приобрёл деревни Шемякино, Самсоново и Кривское Боровского уезда, а позднее — усадьбу Белкино в 1840 г.
Наиболее вероятный автор названия разъезда (до этого носившего безличное название разъезд № 15) — врач Иван Иванович Трояновский, женившийся в 1880-е годы на старшей дочери П. Н. Обнинского Анне Петровне Обнинской. Приданым Обнинской был хутор Бугры (ныне известный как «дача Кончаловского»), построенный и выделенный П. Н. Обнинским из белкинского имения. В 1916 году Трояновский был включён в состав членов правления частной акционерной компании «Общество Московско-Киево-Воронежской железной дороги», строившей и эксплуатирующей эту железную дорогу, — как один из двух врачей, отвечающих за медицинскую помощь на линии. Вероятнее всего, Трояновскому, обладавшему правом голоса на всех заседаниях правления, было предложено в соответствии с территориальным принципом назвать разъезд № 15 именем его, ближайшего к разъезду, хутора Бугры, а он выдвинул свой вариант названия — по фамилии породнившейся с ним семьи (владевшей к тому же большей частью земель вокруг разъезда). Возможно также, что предложенное название стало данью памяти покончившего самоубийством за несколько месяцев до этого события шурина Трояновского Виктора Петровича Обнинского. Аналогично польской фамилии Обни́нских первоначальное название разъезда имело ударение на втором слоге: Обни́нское; впоследствии же в русской разговорной речи ударение сместилось на первый слог: О́бнинское.
В 1946 году на месте посёлка школы-интерната имени С. Т. Шацкого «Бодрая жизнь» (основан московской меценаткой М. К. Морозовой вместе с педагогом Шацким в 1911 году) и бывшего Испанского детского дома № 5 был создан секретный объект Лаборатория «В» системы МВД СССР (будущий Физико-энергетический институт). Первым директором, которого был назначен Леонид Сергеевич Буянов, проработавший на этом посту чуть больше года. Лаборатория проводила исследования в области ядерной физики, для чего были приглашены немецкие специалисты-контрактники из лабораторий Кайзера-Вильгельма, Лейпцигского университета и лучшие советские специалисты. В результате работы лаборатории была построена первая в мире атомная электростанция, пуск которой состоялся 27 июня 1954 года. Инициатором строительства атомной электростанции в Обнинске был начальник Лаборатории «В» Пётр Иванович Захаров.
24 июля 1956 года посёлок получил статус города. Название Обнинск было образовано по наименованию близлежащего железнодорожного разъезда (ныне — станции) Обнинское.
В эти годы Обнинск переживает бурный рост населения. Если в 1956 году в городе проживало 3774 человек, то к 1967 году в городе стало проживать 38 тысяч человек. Одним из ведущих строителей и хозяйственных деятелей Обнинска тех лет является Иосиф Титович Табулевич. За свои деятельность получивший неофициальное прозвище Отец города.
Новый город Обнинск развивался как научный город, специализирующийся в области ядерной физики и атомной энергетики, метеорологии, радиологии, радиационной химии и геофизики.
11 декабря 2018 года в состав города была включена деревня Белкино, в 2019 году предполагалось включение в состав города ещё одного населённого пункта — деревни Кривское Боровского района, однако этого не произошло.

## Символы города

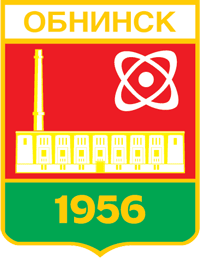
Герб (1988)
Символ города Обнинска (2005)

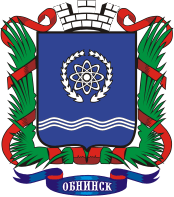
Проект герба (2003), полный вариант

Герб города Обнинска (2003 г.): в лазуревом поле лавровый венок, окружающий символ атома. В нижней части щита три серебряных волнистых линии. Они символизируют реку Протву, а также Центр по подготовке экипажей атомного подводного флота. Атом символизирует первую в мире Атомную электростанцию, построенную в Обнинске. Гордость жителей города выражает и лавровый венок — символ славы, величия, первенства. Герб увенчан ступенчатой короной, щит окружён пальмовыми ветвями, в которые вплетены структуры молекулы ДНК, венок перевязан Александровской лентой.
Тем не менее, на конец 2008 года Геральдической палатой утверждён только упрощённый вариант герба, то есть, только щит и содержащиеся на нём волны, атом и лавровый венок. Этот вариант и является официальным символом города.

## Население
| \| 1959[10] \| 1967[11] \| 1970[12] \| 1973[11] \| 1975[13] \| 1976[14] \| 1979[15] \| 1982[16] \| 1985[17] \| 1986[14] \| \| -------- \| -------- \| -------- \| -------- \| -------- \| -------- \| -------- \| -------- \| -------- \| -------- \| \| 16 334 \| ↗38 000 \| ↗48 641 \| ↗57 000 \| ↗66 000 \| →66 000 \| ↗73 402 \| ↗83 000 \| ↗94 000 \| ↗95 000 \| \| 1987[18] \| 1989[19] \| 1990[20] \| 1991[14] \| 1992[17] \| 1993[14] \| 1994[14] \| 1995[17] \| 1996[17] \| 1997[21] \| \| ↗96 000 \| ↗100 178 \| ↗101 000 \| ↗104 000 \| ↗105 000 \| ↗106 000 \| ↗107 000 \| ↗108 000 \| ↗109 000 \| ↗110 000 \| \| 1998[17] \| 1999[22] \| 2000[23] \| 2001[17] \| 2002[24] \| 2003[11] \| 2004[25] \| 2005[26] \| 2006[27] \| 2007[28] \| \| →110 000 \| ↘108 500 \| ↘108 300 \| ↘107 800 \| ↘105 706 \| ↘105 700 \| ↘105 500 \| ↘105 300 \| ↗105 400 \| →105 400 \| \| 2008[29] \| 2009[30] \| 2010[31] \| 2011[32] \| 2012[33] \| 2013[34] \| 2014[35] \| 2015[36] \| 2016[37] \| 2017[38] \| \| ↗105 500 \| ↗105 528 \| ↘104 739 \| ↘104 682 \| ↗105 421 \| ↗106 023 \| ↗107 319 \| ↗109 365 \| ↗111 360 \| ↗113 639 \| \| 2018[39] \| 2019[40] \| 2020[41] \| 2021[42] \| 2023[43] \| 2024[1] \| \| \| \| \| \| ↗115 029 \| ↗118 151 \| ↘117 419 \| ↗125 376 \| ↗129 584 \| ↗132 477 \| \| \| \| \| 25 000 50 000 75 000 100 000 125 000 150 000 1959 1976 1987 1993 1998 2003 2008 2013 2018 2024 |          |          |          |          |          |          |          |          |          |
| 1959 | 1967     | 1970     | 1973     | 1975     | 1976     | 1979     | 1982     | 1985     | 1986     |
| 16 334 | ↗38 000  | ↗48 641  | ↗57 000  | ↗66 000  | →66 000  | ↗73 402  | ↗83 000  | ↗94 000  | ↗95 000  |
| 1987 | 1989     | 1990     | 1991     | 1992     | 1993     | 1994     | 1995     | 1996     | 1997     |
| ↗96 000 | ↗100 178 | ↗101 000 | ↗104 000 | ↗105 000 | ↗106 000 | ↗107 000 | ↗108 000 | ↗109 000 | ↗110 000 |
| 1998 | 1999     | 2000     | 2001     | 2002     | 2003     | 2004     | 2005     | 2006     | 2007     |
| →110 000 | ↘108 500 | ↘108 300 | ↘107 800 | ↘105 706 | ↘105 700 | ↘105 500 | ↘105 300 | ↗105 400 | →105 400 |
| 2008 | 2009     | 2010     | 2011     | 2012     | 2013     | 2014     | 2015     | 2016     | 2017     |
| ↗105 500 | ↗105 528 | ↘104 739 | ↘104 682 | ↗105 421 | ↗106 023 | ↗107 319 | ↗109 365 | ↗111 360 | ↗113 639 |
| 2018 | 2019     | 2020     | 2021     | 2023     | 2024     |          |          |          |          |
| ↗115 029 | ↗118 151 | ↘117 419 | ↗125 376 | ↗129 584 | ↗132 477 |          |          |          |          |

На 1 января 2025 года по численности населения город находился на 130-м месте из 1124 городов Российской Федерации.В Обнинске проживает 12.42 % населения области. Это второй по величине город в Калужской области после Калуги.
Численность экономически активного населения — 59,05 тыс. человек.
На предприятиях и организациях города занято 49,6 тыс. человек (без учёта предпринимателей без образования юридического лица), в том числе в материальном производстве — 37,9 % занятых, в непроизводственной сфере — 62,1 %.
Город обладает высоким научно-техническим потенциалом (12 отраслевых НИИ, университет). Обнинск первым в России получил официальный статус города-наукограда.
Национальный состав
По итогам переписи населения 2020 года проживали следующие национальности (национальности менее 0,1 % и другое, см. в сноске к строке «Другие»):
| Национальность | Численность, чел. | Доля     |
| -------------- | ----------------- | -------- |
| Русские        | 89 083            | 71,05 %  |
| Таджики        | 4200              | 3,35 %   |
| Узбеки         | 2963              | 2,36 %   |
| Украинцы       | 1289              | 1,03 %   |
| Армяне         | 877               | 0,70 %   |
| Татары         | 452               | 0,36 %   |
| Белорусы       | 319               | 0,25 %   |
| Азербайджанцы  | 206               | 0,16 %   |
| Молдаване      | 185               | 0,15 %   |
| Казахи         | 127               | 0,10 %   |
| Другие         | 25 675            | 20,49 %  |
| Итого          | 125 376           | 100,00 % |

## Научно-производственные предприятия и центры города
- Физико-энергетический институт
- Государственный научный центр «Технология»
- Всероссийский научно-исследовательский институт гидрометеорологической информации
- Всероссийский научно-исследовательский институт сельскохозяйственной метеорологии
- Всероссийский научно-исследовательский институт сельскохозяйственной радиологии и агроэкологии
- Научно-производственное объединение «Тайфун»
- Геофизическая служба Российской академии наук
- Медицинский радиологический научный центр
- Обнинский филиал Научно-исследовательского физико-химического института имени Л. Я. Карпова
- Научно-исследовательский и конструкторский институт монтажной технологии

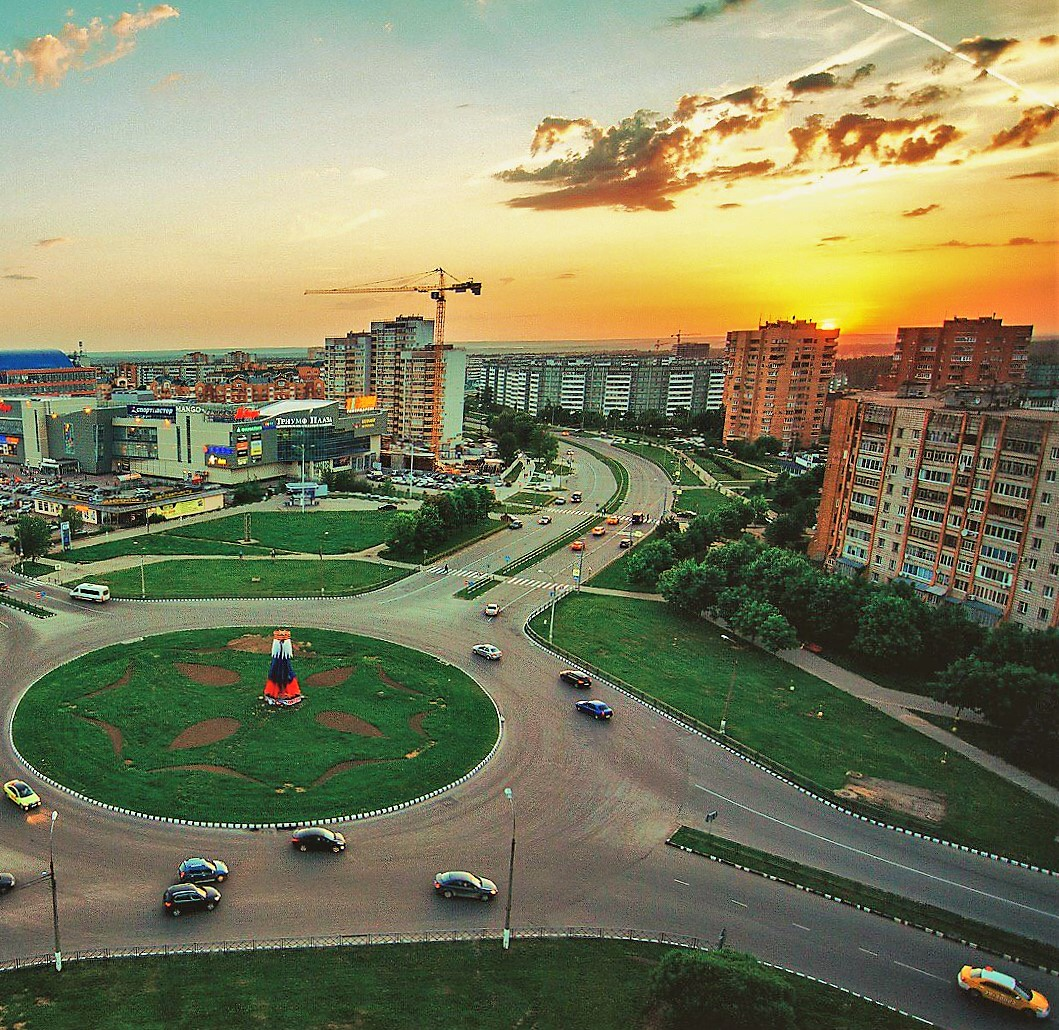
Ул. Гагарина

- Группа компаний Синерго ГруппУл. Гагарина

## Учреждения дополнительной профессиональной подготовки и образования
- Техническая академия «Росатома»;
- Институт глобальной ядерной безопасности и физической защиты «Росатома»;
- Обнинский учебный центр ВУНЦ ВМА ВМФ РФ;
- Обнинский центр профессиональной подготовки УМВД РФ по Калужской области.

## Образование

### Общеобразовательные учебные заведения
Федеральная школы

Обнинская специальная (коррекционная) общеобразовательная школа-интернат VIII вида «Надежда»
Муниципальные школы
- Средняя общеобразовательная школа № 1 имени С. Т. Шацкого
- Гимназия (бывшая Средняя общеобразовательная школа № 2)
- Средняя общеобразовательная школа № 3
- Средняя общеобразовательная школа № 4 имени Л. Г. Осипенко
- Средняя общеобразовательная школа № 5
- Средняя общеобразовательная школа № 6 (бывший Лицей, бывший Гуманитарный лицей)
- Средняя общеобразовательная школа № 7
- Лицей «Технический» (бывшая средняя общеобразовательная школа № 8)
- Средняя общеобразовательная школа № 9
- Лицей «Физико-техническая школа»
- Средняя общеобразовательная школа № 10
- Средняя общеобразовательная школа № 11 имени Подольских курсантов
- Средняя общеобразовательная школа № 12
- Средняя общеобразовательная школа № 13
- Лицей «Держава» (бывшие Средние общеобразовательные школы № 14 и № 15)
- Средняя общеобразовательная школа № 16
- Средняя общеобразовательная школа № 17[49]
- Средняя общеобразовательная школа № 18

Частные школы
- Частное Образовательное Учреждение «Обнинский колледж»

- "Частное Образовательное Учреждение «Обнинская свободная школа»
- Школа-пансион «Дубравушка» (бывший Гуманитарный центр)

### Средние специальные и высшие учебные заведения
- Техникум ИАТЭ НИЯУ МИФИ (бывший Обнинский политехникум, в данный момент структурное подразделение ИАТЭ)
- Обнинский колледж технологий и услуг (3 отделения)
- Гуманитарный интерколледж
- Медицинское училище
- Обнинский колледж искусств
- Обнинский институт атомной энергетики НИЯУ МИФИ (бывший ОГТУАЭ)
- Франко-российский институт делового администрирования (ФРИДАС) (с 2012 года функционирует как Институт повышения квалификации управленческих кадров)
- Обнинский филиал Современной гуманитарной академии (СГА)
- Среднерусский Университет (Гуманитарный институт) — входит в состав консорциума ВУЗов, расположенных на Европейской территории РФ
- Обнинский филиал Российского нового университета (РосНОУ)
- Обнинский филиал Государственного университета управления (ОФ ГУУ)
- Обнинский филиал Российского государственного социального университета (ОФ РГСУ)
- Обнинский филиал Российского государственного университета туризма и сервиса (ОФ РГУТиС)

### Учреждения дополнительного образования детей
- Муниципальное бюджетное образовательное учреждение дополнительного образования детей «Центр развития творчества детей и юношества» г. Обнинска (МБОУ ДОД ЦРТДиЮ)

Спортивные школы
- Специализированная детско-юношеская спортивная школа олимпийского резерва по волейболу Александра Савина (СДЮСШОР по волейболу Александра Савина)
- Государственное образовательное учреждение дополнительного образования детей «Специализированная детско-юношеская школа олимпийского резерва по спортивной гимнастике Ларисы Латыниной» (СДЮШОР Ларисы Латыниной)
- Детско-юношеская спортивная школа «Квант» МУП «Дворец спорта» (ДЮСШ «Квант»)
- Детско-юношеская спортивная школа дзюдо и самбо
- Калужская специализированная детско-юношеская школа олимпийского резерва по конному спорту (Обнинское отделение)
- Обнинская детско-юношеская спортивная школа
- ДЮСШ «Держава»
- ДЮСШ «Олимп»

Музыкальные школы
- Детская школа искусств № 1 (бывшая Детская музыкальная школа № 1, бывшая Детская музыкальная школа)
- Детская музыкальная школа № 2

Художественные школы
- Детская художественная школа
- Школа изобразительных искусств

## Торговля
В 2007 году Владимир Викулин, в то время председатель Обнинского городского Собрания — глава городского самоуправления, сказал в интервью о торговле Обнинска:
Я должен отметить, чтo y нac очень деловыe и грамотныe предприниматели. Сколькo умныx ребят — специалистов-учёныx пришлo в торговлю в своё время! Как сказал один федеральный чиновник в 90-x, будучи в Обнинскe — «Tорговлe вашегo гopoдa очень повезлo!»

## Достопримечательности

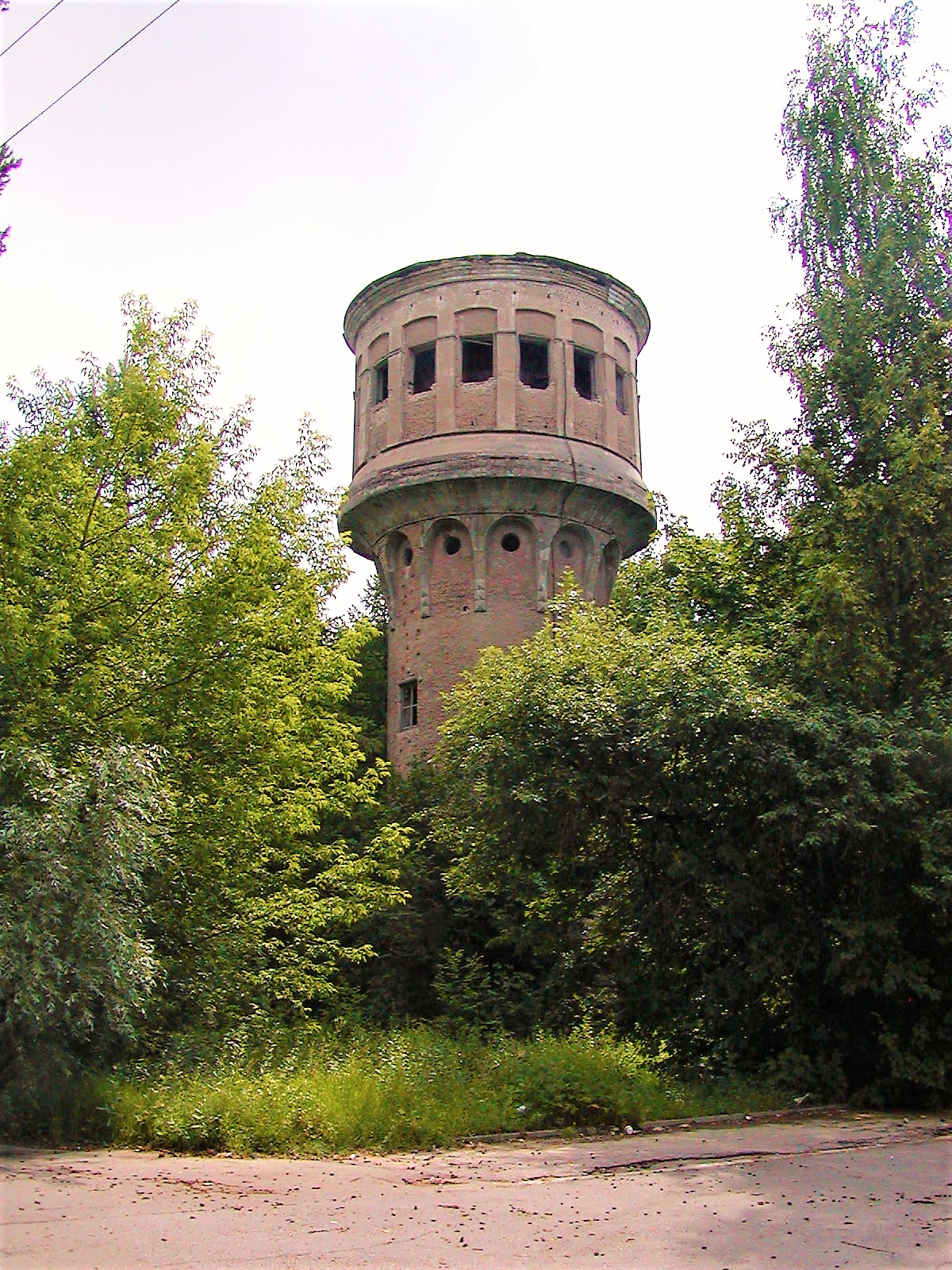
Водонапорная башня

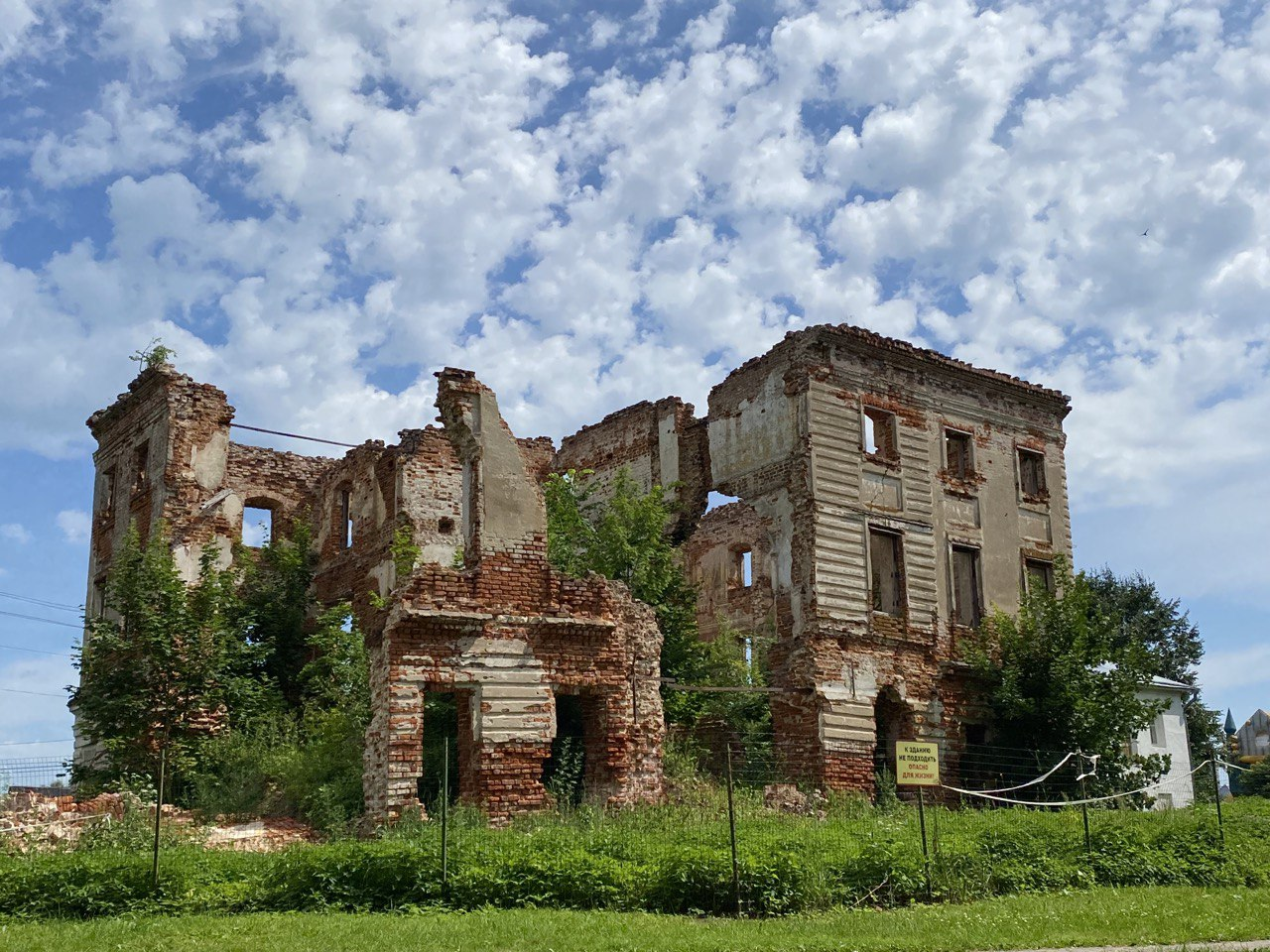
Развалины большого дома белкинской усадьбы

- Обнинск известен первой в мире атомной электростанцией. В настоящее время станция служит экспериментально-исследовательской базой и экскурсионной достопримечательностью.
- На северо-западе города — Белкинский парк с живописным каскадом прудов, декоративным мостиком и беседкой-ротондой, которая была построена по проекту обнинского художника Александра Шубина. Парк расположился на месте старинной усадьбы XVIII. На его территории находятся развалины большого усадебного дома, два восстановленных флигеля, рига и храм святых благоверных князей страстотерпцев Бориса и Глеба.[51]
- В лесопарке на юго-востоке города — усадьба XIX в. Бугры (в XX веке дача художника П. П. Кончаловского).
- На территории Обнинска, которую ныне занимает Физико-энергетический институт, с 23.05.1942 по 16.04.1943 дислоцировался штаб Западного фронта[52].
- На Морозовской даче, которую до Великой Отечественной войны занимала Школа-колония Шацкого «Бодрая жизнь», в 1942 находился командный пункт командующего Западным фронтом[52].

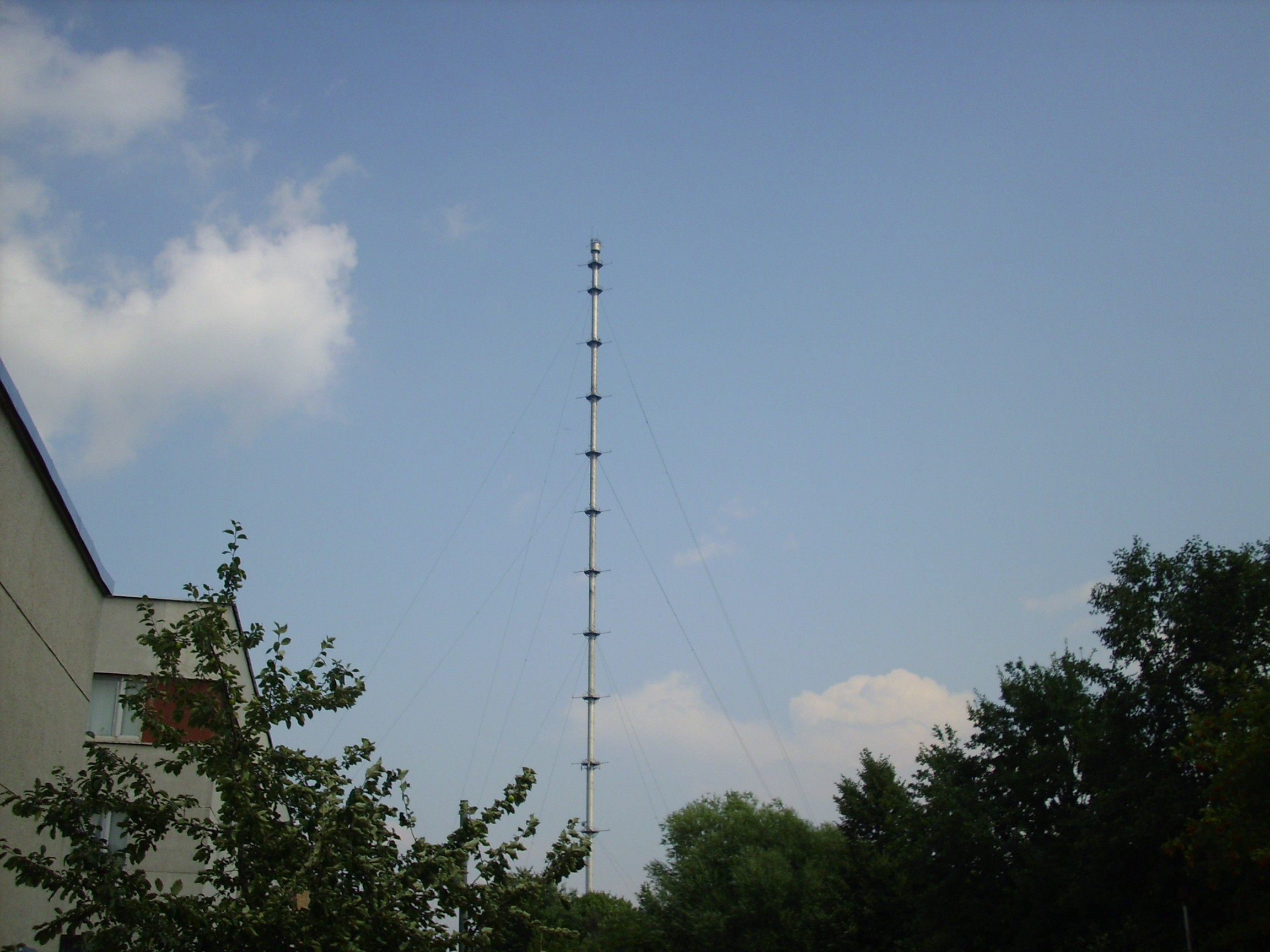
Метеомачта на улице Гурьянова

- Наиболее заметной достопримечательностью города является 310-метровая метеорологическая мачта, входящая в метеокомплекс НПО «Тайфун».
- В 40-е годы XX века в городе по проектам ленинградских архитекторов выстроили Старый Город.
- Храм Рождества Христова на Аксёновской площади, выстроенный по проекту обнинского архитектора Михаила Белоусова[53]. Хоть он и был построен недавно, однако, является главным городским храмом и отличается изящным убранством и позолоченными куполами.
- Мраморное здание «Дома Учёных», одним из авторов проекта которого был обнинский архитектор Ваник Давтян[53].
- Старая водонапорная башня в Старом Городе (снос и использование в коммерческих целях запрещены).
- Кирпичное здание железнодорожной станции разъезда Обнинское сохранялось до примерно 2010 года, когда оно было снесено. На здании находилась мемориальная доска с текстом: «Летом 1908 года с полустанка Обнинское уехал от крестьянской нужды на заработки в Москву будущий выдающийся полководец, четырежды Герой Советского Союза, маршал Георгий Константинович Жуков». Здание примыкало к платформе для поездов, следующих к Киевскому вокзалу.
- Дом учителей, 1911—1918 гг., ул. Шацкого, 4[54]
- Начальная школа, 1911—1918 гг, ул. Шацкого, 1[55]
- В 2024 году издательство «Это моя земля» выпустило киберпутеводитель по Обнинску.  Издание путеводителя было приурочено к 70-летию первой в мире АЭС. В книге собраны работы победителей литературного конкурса «Обнинск — город первых». Легенды Обнинска, созданные под девизом «Такое могло произойти только здесь» были написаны самими жителями города и охватывают большинство достопримечательностей города.

Галина Шкирдова [и д. р.]. Обнинск. Это моя земля : #Киберпутеводитель. — [б. м.]: Издательские решения (по лицензии Ridero), 2024. — 211 с. — ISBN 978-5-0064-5041-7.

## Культура и искусство
Городские учреждения культуры:
- Городской дворец культуры
- Дом учёных

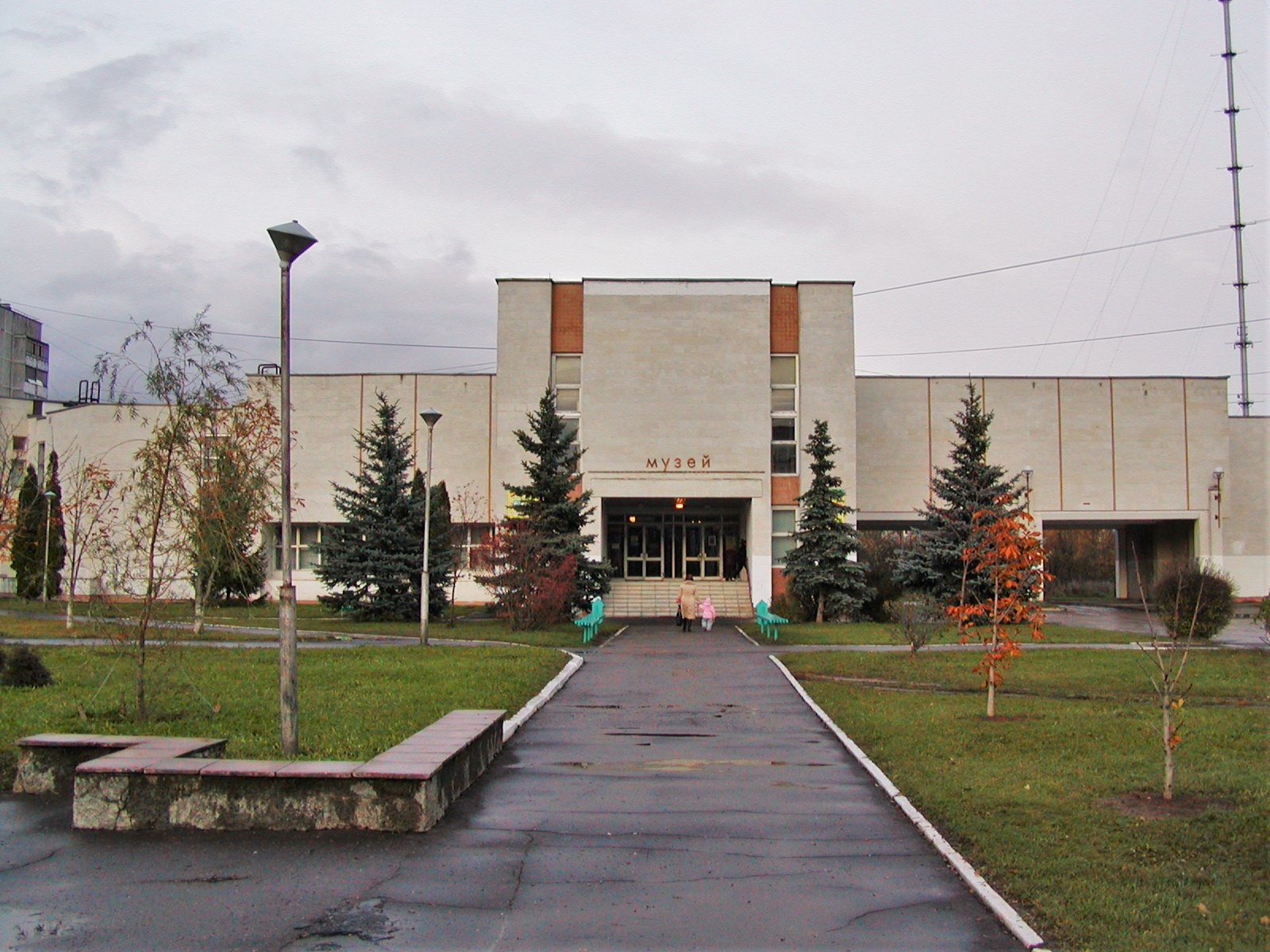
Музей истории города Обнинска

- Дом культуры Физико-энергетического института
- Кинотеатр «Мир»
- 4-зальный кинотеатр «Синема Де Люкс»
- Кинотеатр в «Центре Досуга»
- Камерный зал центральной библиотечной системы
- 6-ти зальный кинотеатр «Prada 3D»

Централизованная библиотечная система Обнинска включает 10 общественных библиотек, в том числе старейшую библиотеку города, библиотеку № 8 («Старый Город»).
В городе есть большой Музей истории города Обнинска.

#### Литературные объединения
«Шестое чувство»
Существовало с 1960-го до 1990-х гг. До 1986 года не имело названия, которое было дано в год столетия Николая Гумилёва — по названию одного из самых известных его стихотворений. Бессменный руководитель — Валентин Ермаков. Самым известным участником объединения был Валерий Прокошин. После прекращения деятельности литературного объединения в газете «Обнинск» была создана поэтическая рубрика с тем же названием, которую в течение нескольких лет вела Вера Чижевская, бывший участник литературного объединения. Шуточное название объединения в Обнинске — «Седьмое бесчувствие».
«Эолова Арфа»
Существует с 1997 года. Создатель объединения — Валерий Коваленко, бессменный руководитель — Александр Карижский. Шуточное название объединения в Обнинске — «Еловая Марфа».
«Сонет»
Существует с 2007 года. Первый руководитель — Джон Лебедев; с 2008 года, после смерти Лебедева — Эльвира Частикова. В 2008 году литературное объединение выпустило коллективный сборник «Рябиновый аккорд».

#### Издательства
- «Духовное возрождение»
- «Принтер»
- «Титул»

### Кино

#### Кинопроизводство
Единственный художественный фильм, произведённый не только в Обнинске, но во всей Калужской области, — фильм «Сырые дрова» (2007) обнинского кинорежиссёра и продюсера Сергея Варицкого, снятый на принадлежащей ему телекомпании «ОСТ».
Тем же режиссёром и той же телекомпанией сняты единственная серия первого в России молодёжного телесериала «Утраченные грёзы» (1992, никогда не выходил в прокат) и документальный фильм о Константине Циолковском «Жестяной дирижабль» (1997).
Сергеем Варицким также заявлены к съёмке ещё два художественных фильма — «Сырые дрова-2» (продолжение «Сырых дров») и «Ивано́в» (о людиновском антифашистском подполье во время Великой Отечественной войны).

#### Кинопрокат
В советское время единственным кинотеатром в городе был кинотеатр «Мир» (улица Шацкого, дом 20), при этом периодически кино показывалось также в Доме культуры Физико-энергетического института и, позже, во Дворце культуры завода «Сигнал» (ныне Городской дворец культуры), и периодически в ДК Строитель (сейчас там торговый центр). Первым директором кинотеатра был Алексей Кардашин — кадровый военный в отставке, ветеран Великой Отечественной войны, один из трёх живших в Обнинске Героев Советского Союза. В 2010 году кинотеатр «Мир» переоборудован под показ фильмов в формате 3D.
Второй небольшой кинотеатр, «Центр Досуга» (улица Энгельса, дом 2а), появился после перестройки. В 2022 в нём стали проводиться бесплатные закрытые показы в рамках киноклуба «Культурный Клуб» и кинофестиваля «Встреча».
В ТРЦ «Триумф-плаза» есть 4-зальный мультиплекс «Синема Де Люкс» и маленький 5D-кинозал

## Религия

### Христианство

#### Православие

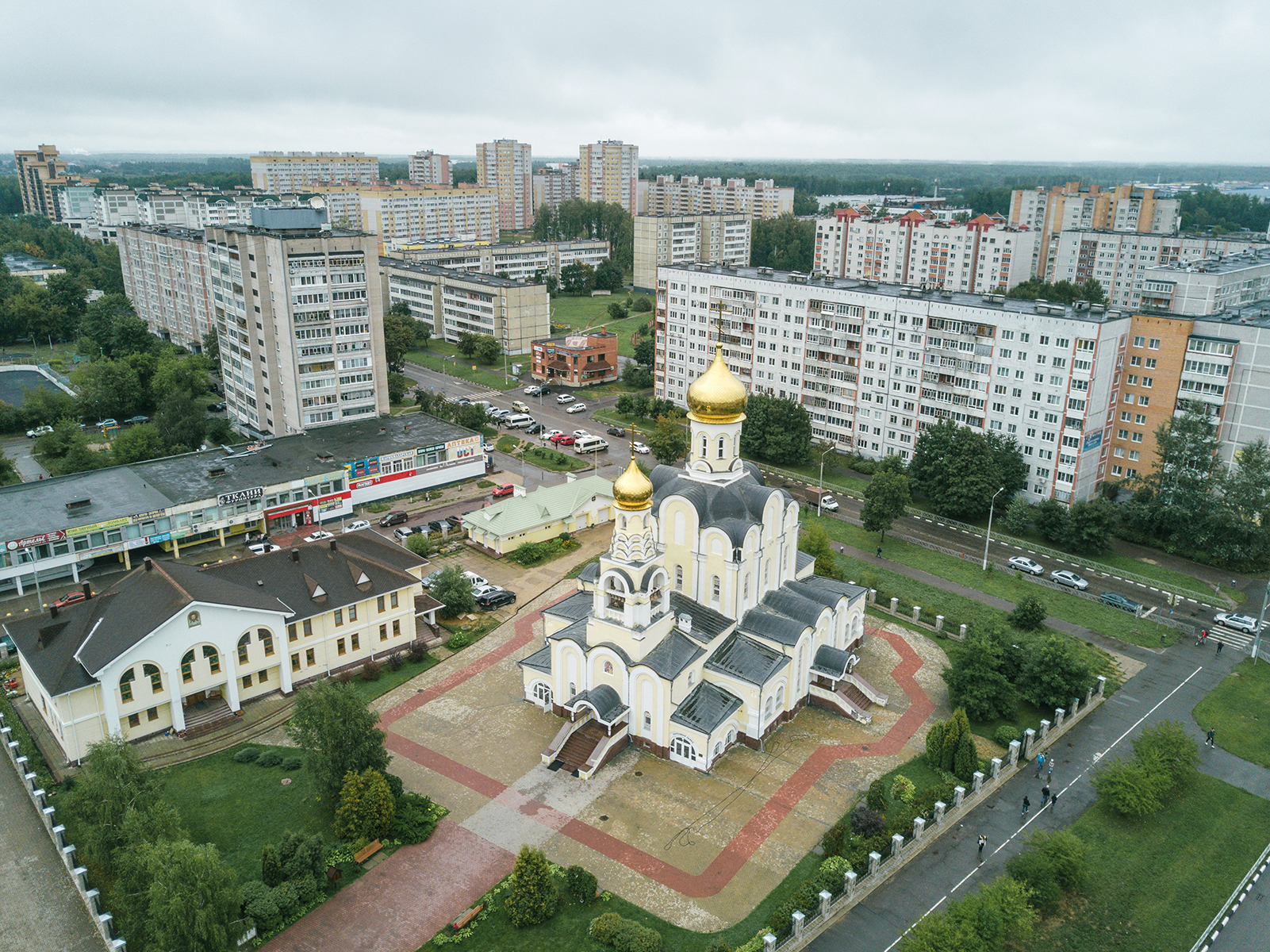
Панорама города, Храм Рождества Христова

К Обнинскому благочинию относятся девять православных храмов и молитвенных домов, в том числе восемь — на территории Обнинска, один — в селе Спас-Загорье.

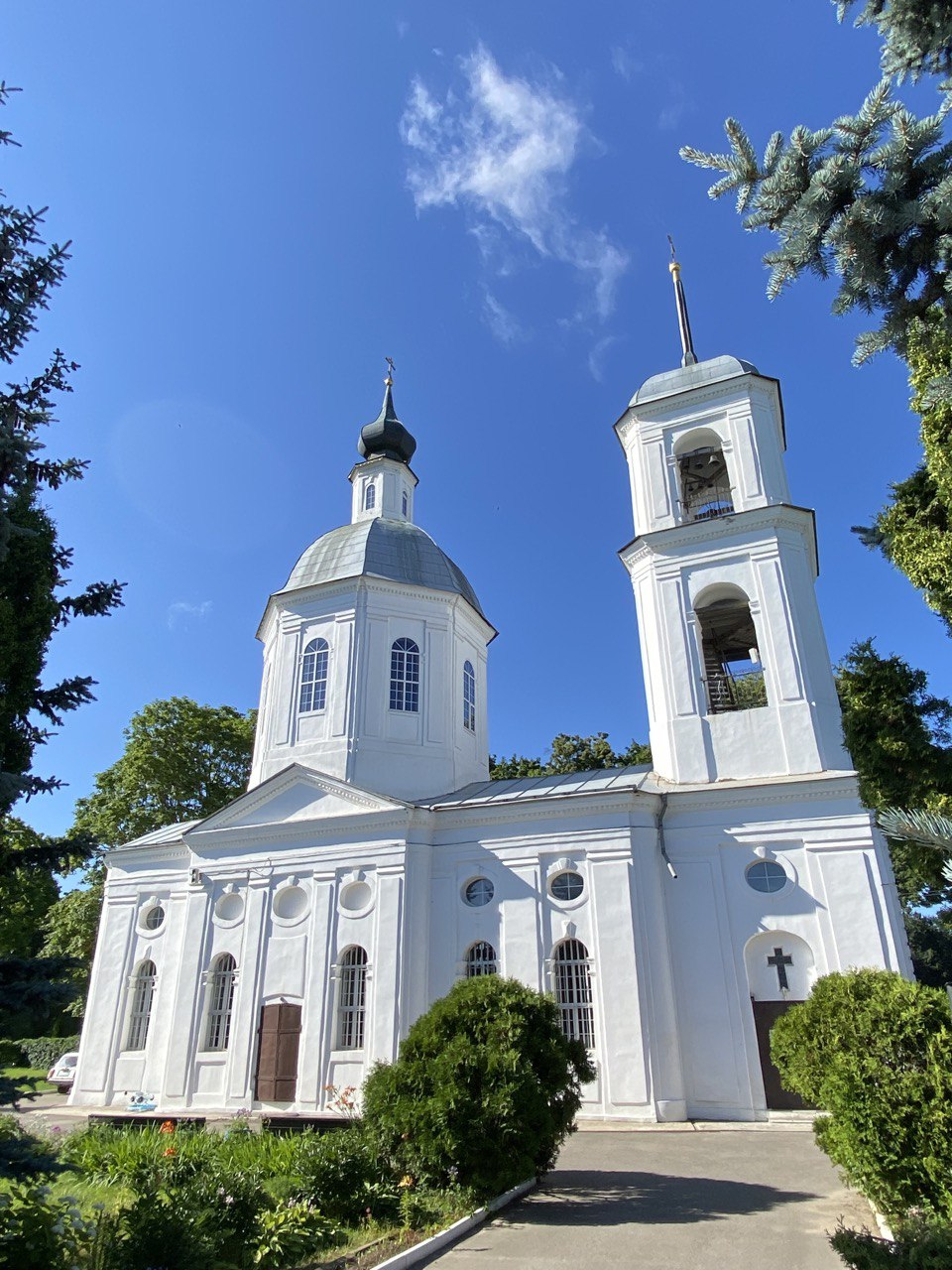
Храм святых благоверных князей страстотерпцев Бориса и Глеба в Белкине

С 2007 года в феврале в Обнинске проходит ежегодный Международный Сретенский Православный кинофестиваль «Встреча».
Православные храмы и молитвенные дома
- Храм в честь Рождества Христова
- Храм в честь святых благоверных князей страстотерпцев Бориса и Глеба. Находится на территории белкинского парка. Каменный храм построен в 1773 г. при И. И. Воронцове. Храм является частью усадебного комплекса, выстроенного возможно по проекту архитектора К. И. Бланка. В облике храма проявились традиции архитектуры екатерининской эпохи. В архитектурном убранстве храма сочетаются элементы барокко и классицизма. Храм имеет достаточно типичную для той эпохи планировку с продольной ориентацией. С востока двухсветная прямоугольная алтарная апсида, в центре купол «восьмерик на четверике», с запада — трапезная и устремлённая вверх трёхъярусная колокольня, увенчанная высоким шпилем.
- Храм в честь святителя Луки
- Храм в честь св. мучениц Веры, Надежды, Любови и матери их Софии
- Храм в честь Святителя Тихона, Патриарха Московского и Всероссийского
- Молитвенный дом в честь святых равноапостольных Великого Князя Владимира и Великой Княгини Ольги.
- Храм в честь святого великомученика и целителя Пантелеимона
- Домовой храм в честь Спаса Нерукотворного при казачьей общине «Спас»
- Храм Николы на Репинке, на погосте села Гриднево — ныне не действующий, первое упоминание — в 1588 году

На начало 2023 года в Обнинске строятся два православных храма. С16 июня 2016 года приход свв. равноапостольных Великого Князя Владимира и Великой Княгини Ольги приступила к строительству нового храма на прилегающей территории в парке. Новый храм будет освящен в честь Покрова Пресвятой Богородицы с приделами в честь святых равноапостольных Великого Князя Владимира и Великой Княгини Ольги, святителя Николая, Мирликийского Чудотворца, и с подземным крестильным храмом в честь преподобного Корнилия Псково-Печерского. Также с 2016 года строится храм, который будет освящен в честь святого благоверного князя Александра Невского.

#### Протестантизм

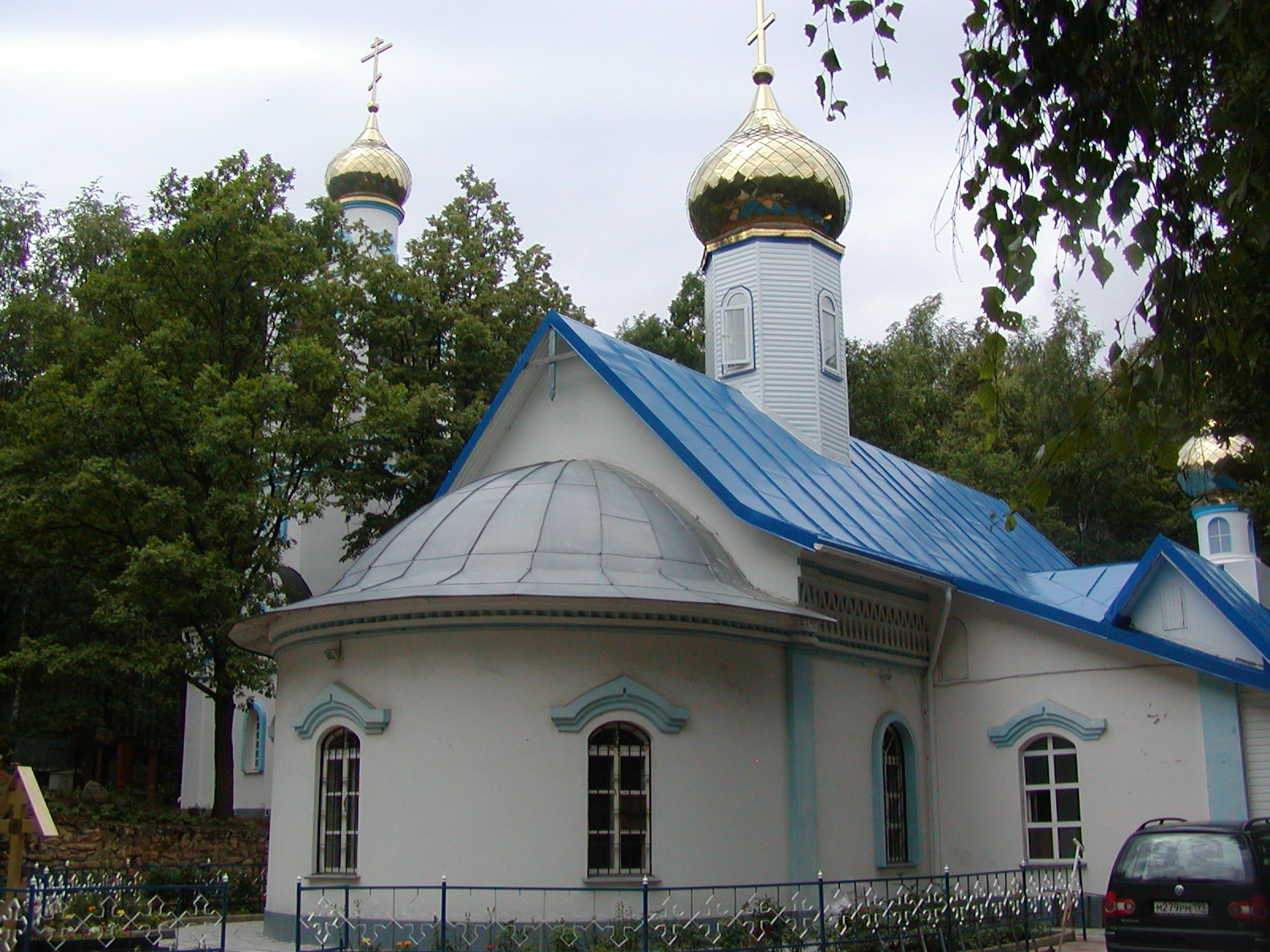
Храм в честь Святителя Тихона, Патриарха Московского и Всероссийского на Кончаловском кладбище. Слева рядом с алтарём могила первого настоятеля храма иеромонаха Дионисия (Ладохи)

В Обнинске в Государственный реестр религиозных объединений, зарегистрированных в управлении юстиции Калужской области, внесены:
- Местная религиозная организация Церковь «Вифания» евангельских христиан-баптистов г. Обнинск (ул. Кутузова, д. 121), входящая в состав Российского союза евангельских христиан-баптистов.
- Местная религиозная организация христиан веры евангельской Церковь «Счастливая» г. Обнинск (ул. Курчатова, д. 41), входящая в Союз Христиан Веры Евангельской пятидесятников России.
- Местная религиозная организация Церковь Христиан Полного Евангелия «Жизнь с избытком» (ул. Ленина, 75-а), входящая в Ассоциацию независимых церквей христиан веры евангельской.
- Местная религиозная организация Церковь Христиан Веры Евангельской «Ковчег спасения» (ул. Гагарина, д.33).
- Местная религиозная организация «Обнинская община Западного регионального управленческого центра Новоапостольской церкви», входящая в Западный региональный управленческий центр Новоапостольской церкви.
- Местная религиозная организация «Церковь Христиан Адвентистов Седьмого дня» г. Обнинска (ул. Гагарина, д.45), входящая в Южное объединение Церкви Христиан Адвентистов Седьмого дня.

#### Католицизм
В Обнинске действует русская грекокатолическая община византийского обряда в честь Святителя Климента папы римского; община была создана в 2004 году игуменом Ростиславом (Колупаевым), перешедшим из РПЦ в католичество, а учреждена в статусе прихода согласно декрету епископа Иосифа Верта от 26.02.2006. Настоятелем прихода с момента создания и до 2006 года был игумен Ростислав (Колупаев), в 2006—2007 годах — о. Кирилл Миронов, с 2007 года — о. Александр Самойлов. Духовным опекуном прихода является о. Валерий Шкарубский. Приход находится под юрисдикцией деканального управления для католиков византийского обряда на территории, соответствующей территории римско-католической Архиепархии Божией Матери в Москве

### Иудаизм
По некоторым данным численность еврейской общины Обнинска составляет свыше 800 человек (по другим данным 800 человек составляет численность общины не только самого Обнинска, но и окружающих его Боровского, Жуковского и Малоярославецкого районов). В Обнинске зарегистрированы общественная организация «Калужская региональная еврейская национально-культурная автономия» и «Еврейская религиозная организация города Обнинска» (обе по адресу здание «ДОСААФ» на ул. Шацкого, 14 офис 305), входящие в Федерацию Еврейских Общин России, обе организации возглавляет Захар Львович Сэр. В 2007 году обсуждалось строительство в городе синагоги; тогда же община вместе со своим главой Захаром Сэром побывала в московской синагоге для изучения опыта строительства синагоги в Москве.

### Ислам
В городе с августа 2010 года действует религиозное объединение в составе Духовного управления мусульман Европейской части России «Религиозная группа мусульман города Обнинска Калужской области», религиозная группа исповедует суннитский ислам ханафитской правовой школы, председателем общины является Гимадиев Рамиль Альтафович. Силами общины основан и содержится молельный дом, открыта воскресная школа исламского образования. На окраине Обнинска есть небольшое мусульманское кладбище.

## Органы власти

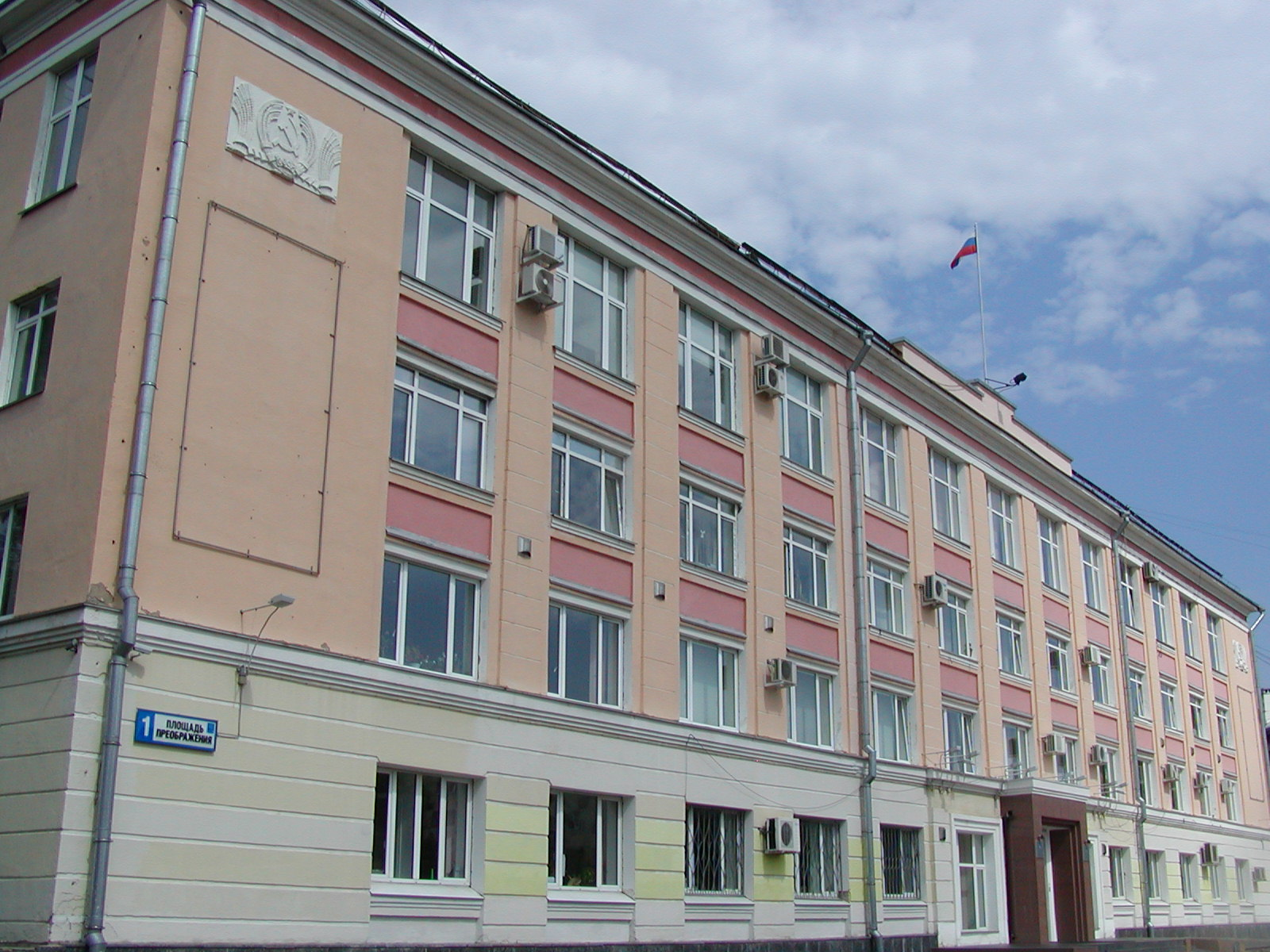
Здание Обнинского городского Собрания и Администрации города Обнинска

### Исполнительная власть

#### Главы исполнительной власти города Обнинска
Начальники Объекта «В» IX-го управления МВД СССР (1946—1956)
- 1946—1947 — Леонид Сергеевич Буянов (1911—1965)
- 1947—1950 — Пётр Иванович Захаров (1907—1965)
- 1950—1956 — Дмитрий Иванович Блохинцев (1908—1979)

Первые секретари Городского комитета КПСС (1956—1991)
- 1956—1957 — Иван Георгиевич Морозов (1919—2011)
- 1957—1960 — Николай Иванович Борзов
- 1960—1962 — Анатолий Данилович Руденко (1927—1993)
- 1962—1966 — Леонид Михайлович Петров
- 1966—1968 — Евгений Епифанович Фёдоров (1927—1993)
- 1968—1983 — Иван Васильевич Новиков (1923—1994)
- 1983—1990 — Альфред Васильевич Камаев (1929—1997)
- 1990—1991 — Геннадий Иванович Скляр (р. 1952)

Председатели Обнинского исполкома городского Совета депутатов трудящихся (1956—1991)
- 1956—1959 — Дмитрий Васильевич Тимин (1911—2000)
- 1959—1961 — Владимир Георгиевич Спрыгин
- 1961—1963 — Виктор Михайлович Логинов
- 1963—1966 — Евгений Епифанович Фёдоров (1927—1993)
- 1966—1982 — Нина Степановна Антоненко (1921—2005)
- 1982—1983 — Владимир Николаевич Силаев (1931—2012)
- 1983—1990 — Пётр Иванович Напреенко (1935—2018)
- 1990—1991 — Владимир Петрович Писарцев (р. 1940)

Главы городского самоуправления — мэры города Обнинска (1991—2005)
- 1991—1994 — Юрий Васильевич Кириллов (р. 1956)
- 1994—2000 — Михаил Владимирович Шубин (р. 1950)
- 2000—2005 — Игорь Михайлович Миронов (р. 1961)

Главы администрации (с 2005)
- 2005—2010 — Николай Евгеньевич Шубин (р. 1949)
- 2010—2015 — Александр Александрович Авдеев (р. 1975)
- 2015—2020 — Владислав Валерьевич Шапша (р. 1972)
- 2020 — Карина Сергеевна Башкатова (и. о. с 18.02.2020 г. по 16.10.2020 г.) (р. 1973)
- 2020 — Татьяна Николаевна Леонова (и. о. с 16.10.2020 г. по 27.10.2020 г.) (р. 1971)

## Общественные организации

### Политические партии
- Единая Россия, обнинское отделение.
- КПРФ (Коммунистическая партия Российской Федерации), обнинское отделение.

### Общественные движения
- Обнинск — территория инновационного развития (ТИР).
- «Космопоиск». Координатор обнинской группы — Владимир Емельянов[75]
- Обнинское местное отделение Всероссийского общественного движения «Волонтеры Победы».

### Детские организации
- Организация Российских Юных Разведчиков (ОРЮР), дружина «Обнинск».
- Общероссийская общественная организация МАН "Интеллект будущего"
- Национальная Организация Добровольцев «Русь» НОРД «Русь», 48 отряд генерала от кавалерии П. Н. Краснова «Легенда»[76]

## Воинские части и подразделения
- 14-й военно-строительный полк (в/ч 14114) ЦУВСЧ МСМ СССР (1950—1992);[77]
- 51-й военно-строительный полк (в/ч 55190) ЦУВСЧ МСМ СССР (1952—1992);
- 591-й полк (в/ч 3382) 95-й дивизии ЦО ФСВНГ РФ

## Награды
В иерархию муниципальных наград входят четыре награды (по мере убывания значимости):
- Почётное звание «Почётный гражданин города Обнинска», с вручением памятной медали (с 1977, первый награждённый — Александр Фёдорович Наумов)
- Знак «За заслуги перед городом Обнинском» (с 2008, первая награждённая в 2009 году — Галина Михайловна Бабушкина)
- Грамота Обнинского городского Собрания
- Благодарность главы местного самоуправления

## Транспорт

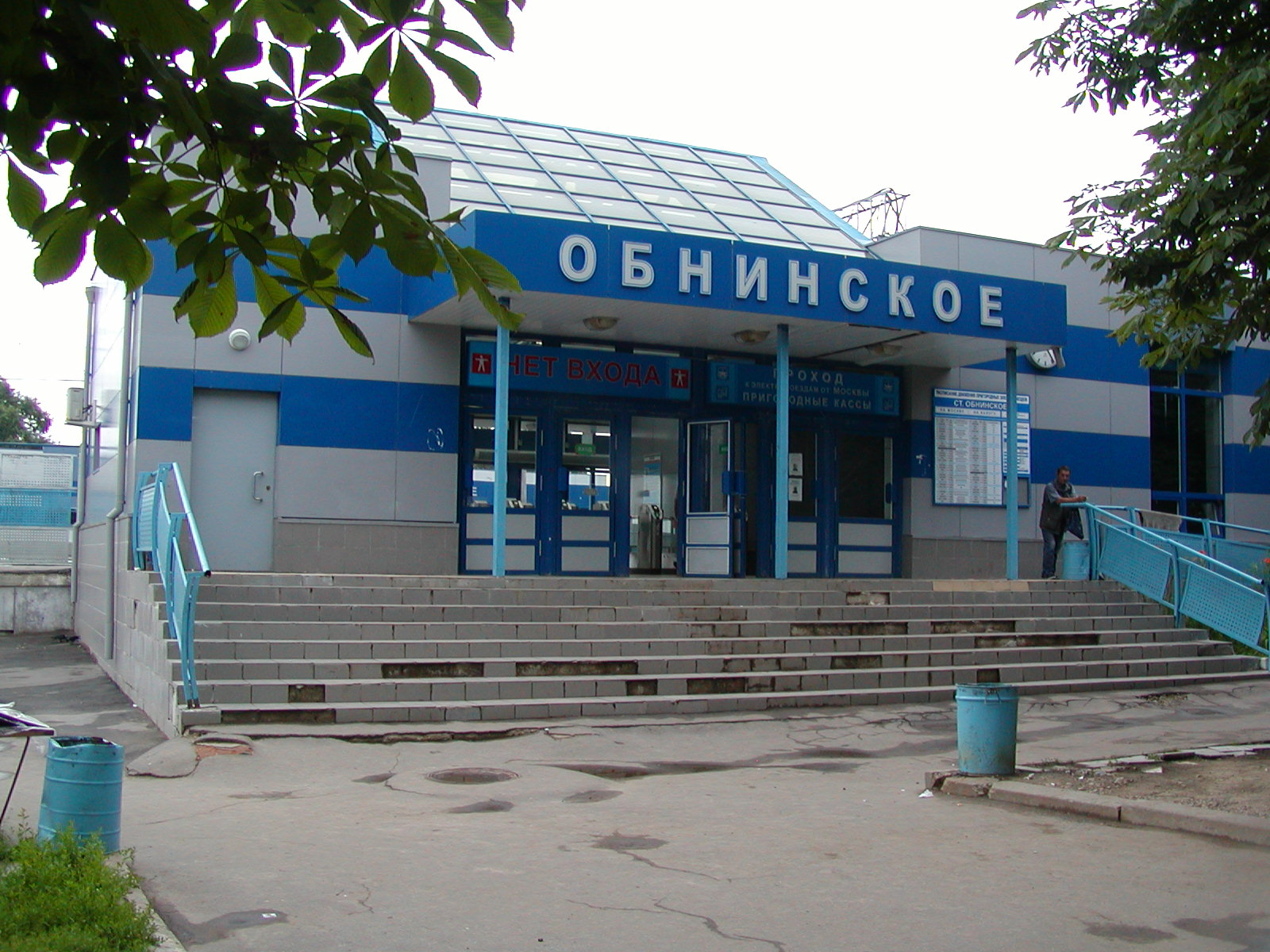
Вход на станцию Обнинское со стороны города

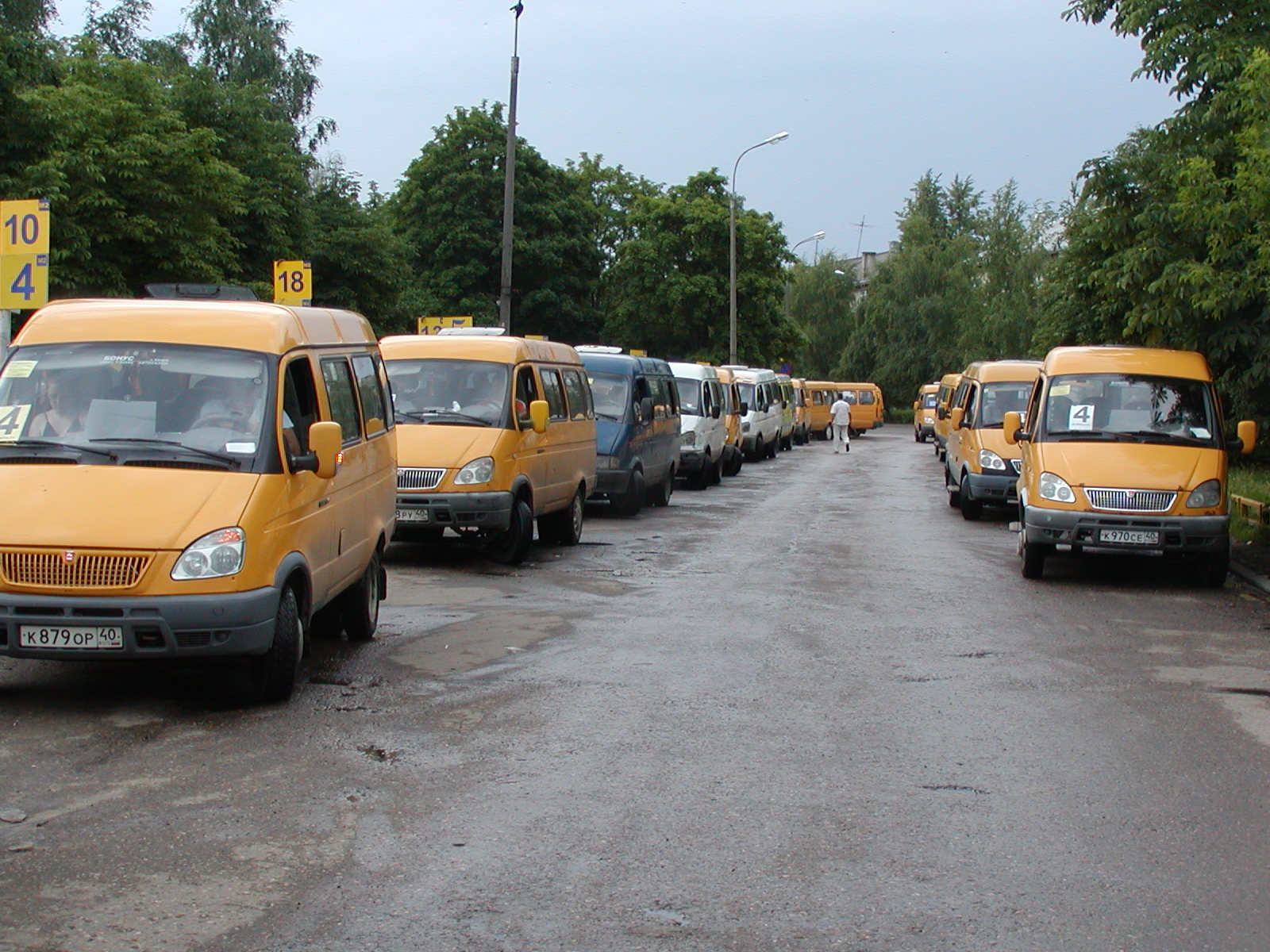
Маршрутные такси на автобусной остановке «Вокзал»

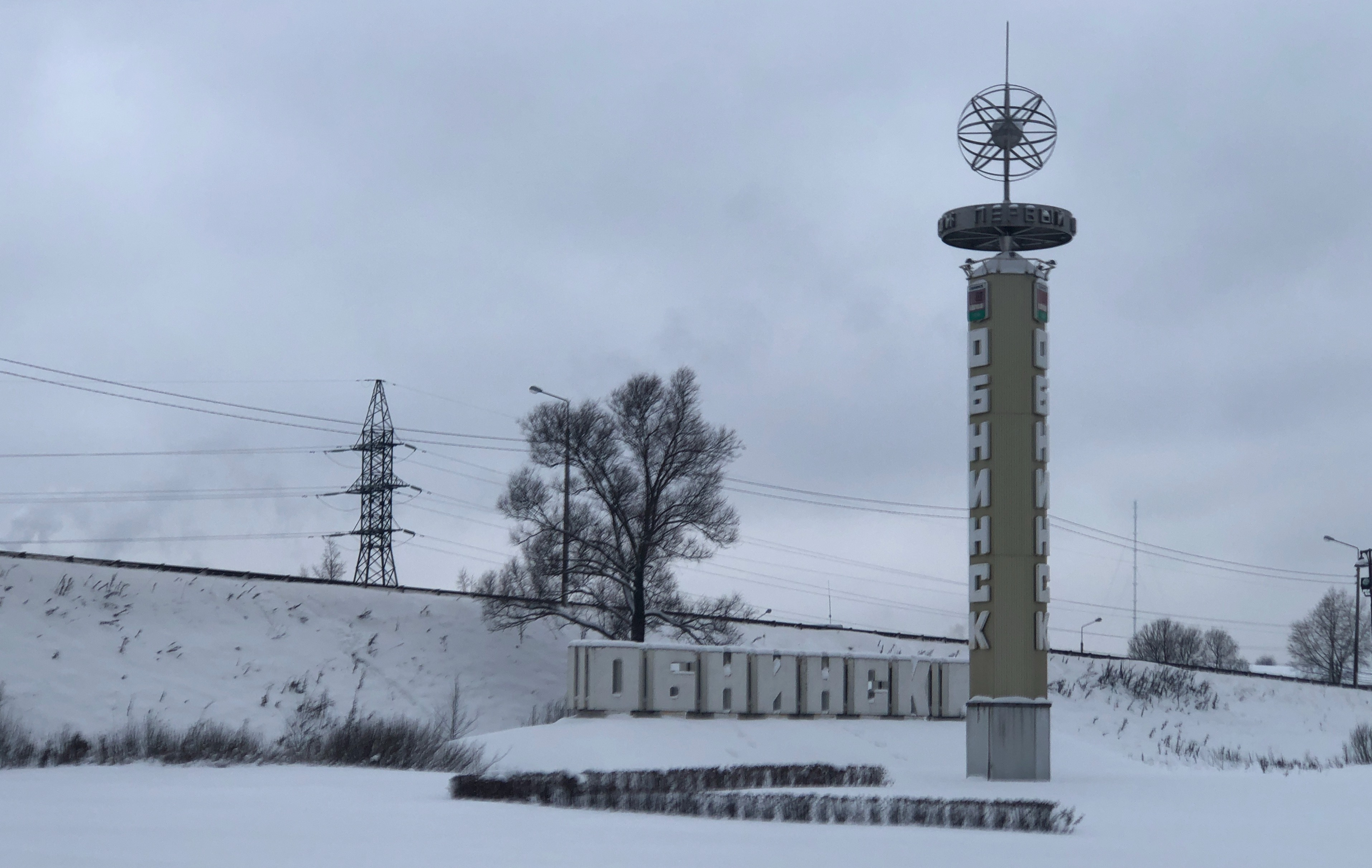
Обнинск с М3

Обнинск расположен на пересечении федеральных автомагистралей Москва — Киев (М3) и Москва — Рославль — Брест (А101). В 5 км от города проходит линия Московского большого кольца (A-108), связывающего основные дороги центра России. Это обеспечивает возможность прямого выезда на трассы Москва — Минск — Брест (М1, 45 км), Москва — Симферополь (М2, 40 км), Москва — Ростов-на-Дону (М4М-4, 70 км).
Обнинск находится на железнодорожной линии Москва — Калуга — Брянск — Киев (примерно в 102 км от Киевского вокзала в Москве) и имеет свою пассажирскую и товарно-грузовую станцию с разветвлённой сетью служебно-маневровых путей.
Обнинск находится вблизи основных аэропортов центральной части России: Внуково (70 км), Шереметьево (130 км), Домодедово (90 км). В непосредственной близости от города (15 км) расположен грузовой аэропорт Ермолино.
По городу ходят муниципальные автобусы Обнинского пассажирского автотранспортного предприятия (ПАТП) и маршрутные такси. ПАТП обслуживает 20 городских и 6 пригородных маршрутов. По состоянию на 2008 год автобусный парк предприятия состоит из 80 машин. Однако, большинство пассажирских перевозок выполняется маршрутными такси-микроавтобусами.
Большинство маршрутов проходит через автобусную остановку «Вокзал», находящуюся у железнодорожной станции со стороны города.

## Кладбища
- Белкинское кладбище (д. Белкино Боровского района Калужской области)[80]
- Кончаловское кладбище (Обнинск)[81]
- Добринское кладбище (д. Доброе Жуковского района Калужской области)[81]
- Передольское кладбище (д. Передоль Жуковского района Калужской области)[81]
- Мусульманское кладбище (Обнинск)[82]

## Известные обнинцы
См. Список известных обнинцев

## Города-побратимы
- Ок-Ридж (США, штат Теннесси), с 1 сентября 1992 года
- Мяньян (Китай), с 17 октября 2000 года
- Димитровград (Россия, Ульяновская область)
- Фраскати (Италия) с 1 апреля 2017 года
- Барановичи (Беларусь) с 15 сентября 2023 года[83]
- Гомель (Беларусь), с 06.05.2024[84]

## Города/регионы-партнёры
- Лимузен (Франция)
- Монпелье (Франция)
- Ювяскюля (Финляндия)
- Тирасполь (Приднестровье)
- Белене (Болгария)[85]
- Гомель (Беларусь) с 16 сентября 2023 года[86]